# Sommen

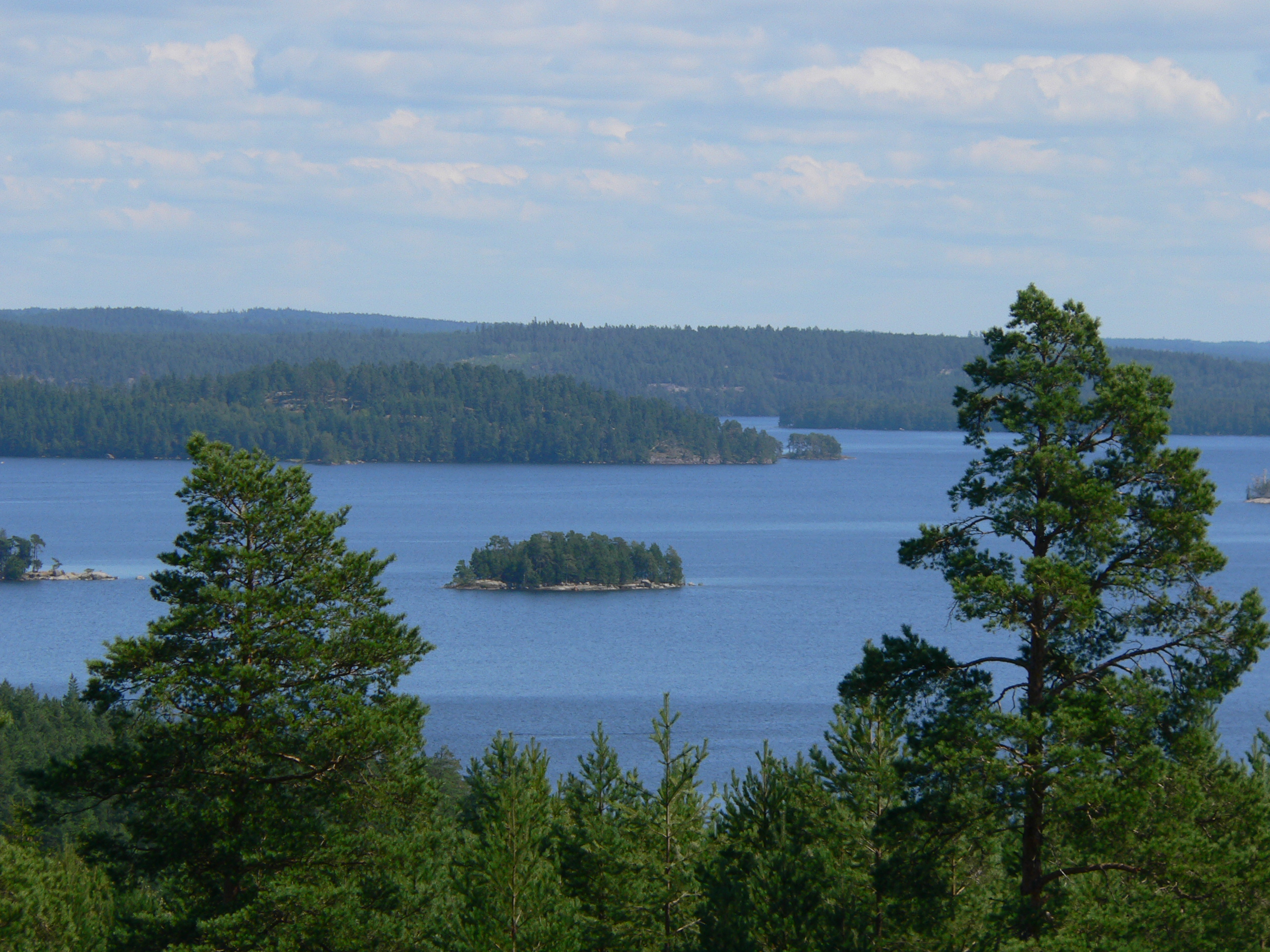
Vue du lac Sommen.

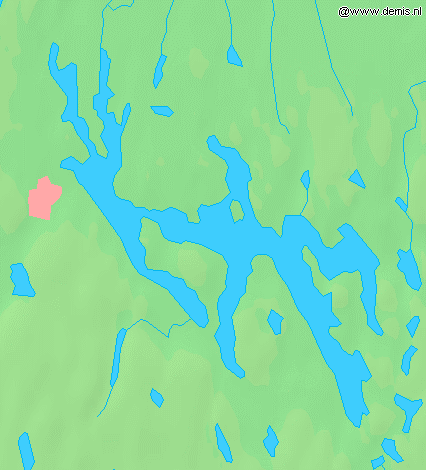
Carte du lac Sommen.

Le lac Sommen est un lac situé en Suède.
Sa superficie est de 132 km2, et sa plus grande profondeur connue est de 60 m.
Il existe plus de 300 îles sur ce lac, qui compte 22 espèces différentes de poissons,.